# عملية الدولار الأمريكي

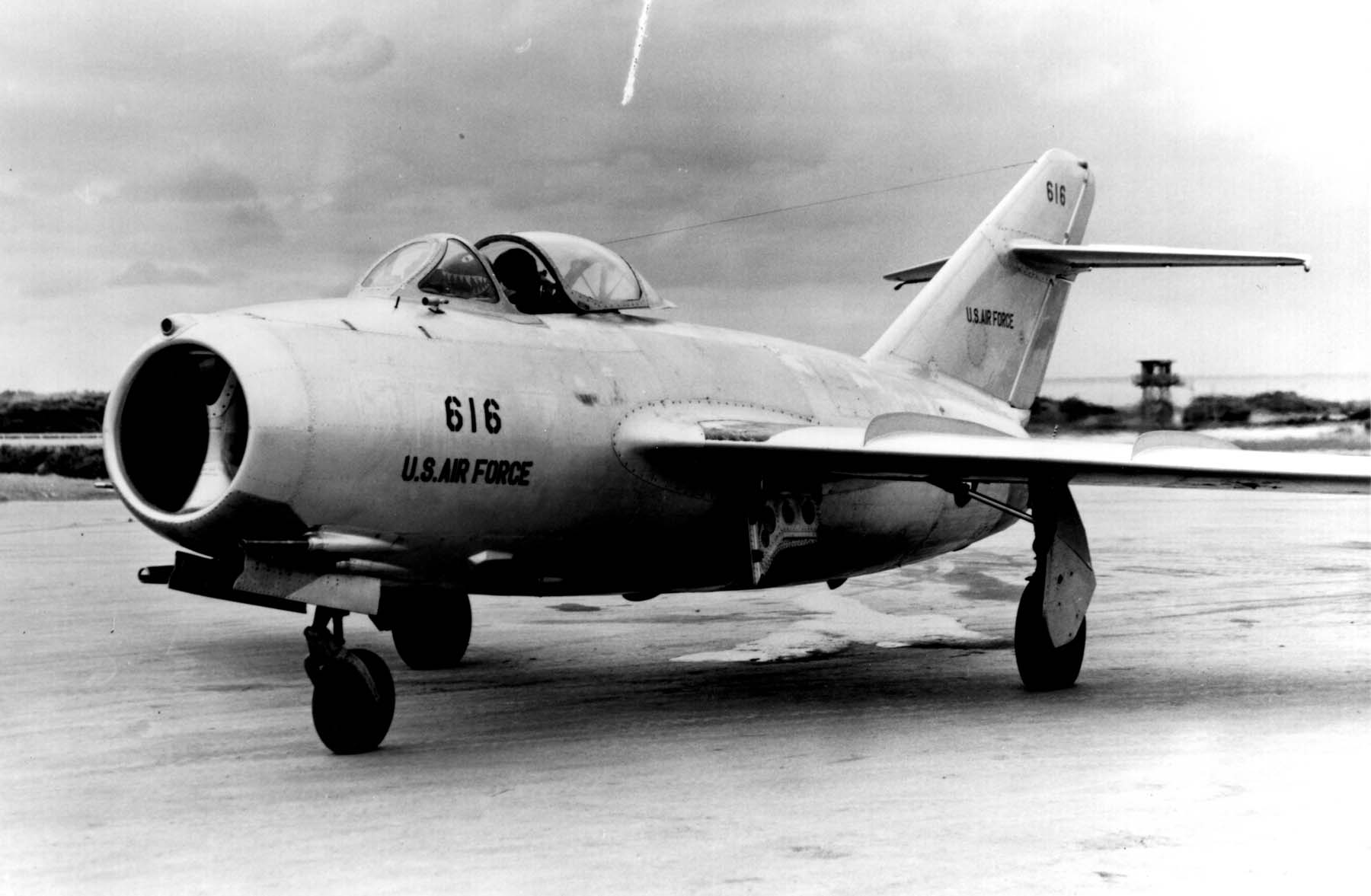
صورة توضح طائرة ميكويان جيروفيتش ميج-15 وقد سلمها نو كام سوك، أحد أفراد المقاومة الكورية الشمالية لسلاح الجو الأمريكي.

تعتبر عملية الدولار الأمريكي هي نوع من استخدامات الحرب النفسية المستحدثة. حيث في 16 من أبريل سنة 1953، وقبل توقف القتال في كوريا بخمسة عشر أسبوعاً، استخدمت القوات الجوية الأمريكية سلاحاً جديداً أثبت فاعليته. وكنتيجة مباشرة لاستخدام هذا السلاح، ظلت جميع طائرات الميج التابعة للجانب الآخر على الأرض لا تحلق لمدة ثمانية أيام. 
ولم يكن السلاح الجديد سلاحاً إلكترونياً جديداً أو مادة متفجرة ذات قوة فائقة أو جهازاً فنياً من أي نوع. ولكنه كان فكرة في العمل وهجوماً نفسياً على الطرف الآخر.
لقد أُطلق على السلاح الجديد اسم «عملية مولاه» (Operation Moolah). لأنها تضمنت عرض مكافأة قدرها 50 ألف دولار لأي طيار يُسلم طائرة ميج إلى قوات الأمم المتحدة علاوة على مكافأة إضافية قدرها 50 ألف دولار لأول طيار يقوم بهذا العمل. وقد يبدو الأمر سهلاً، ولكنه لم يكن كذلك. كان السلاح الجوي الأمريكي قد طالت به الرغبة لتوجيه هجوم مركز على عقول الطيارين الشيوعيين لتشجيعهم على الهرب، ولكن السلاح الجوي لم يكن يعرف كيف يؤثر على نفسية هؤلاء الطيارين. ولذلك انتظر نتائج الأبحاث التي كانت تجريها جامعة هارفارد. ولم يكن يعرف رجال السلاح الجوي ماهية الكلمات التي من شأنها أن تؤثر في نفوس الطيارين الشيوعيين، ومدى ما يُمكن من أن يحققه الهجوم النفسي من نتائج في ميدان القتال. كشفت الأبحاث بجامعة هارفارد التي أجرتها على العقلية الشيوعية بأن هناك الكثير من الجوانب التي يسهل التاثير عليها عند شن هجوم نفسي. وكل ما يمكن قوله أنه في عملية مولاه قامت على الضغط على عقلية الطيارين، وبث روح التمرد فيهم وعلى النظام الذي يتبعونه.